# ケンタッキーダウンズ競馬場
ケンタッキーダウンズ競馬場（ケンタッキーダウンズけいばじょう、Kentucky Downs）は、アメリカ合衆国のケンタッキー州シンプソン郡フランクリンにある競馬場。

## 概要
1990年4月22日にデューリンググラウンズ競馬場として開場。開場からしばらくの間は障害競走のみ施行されていたが、1992年からは平地競走も行われるようになった。
その後、経営の不手際などが勃発したことにより1997年の開催が取りやめとなる。同年チャーチルダウンズ社に買収され、名称を現在のケンタッキーダウンズ競馬場に改称されることになった。
2007年3月、ローンスターパーク競馬場の社長であるコーリー・ジョンセンと実業家のレイ・リードにより競馬場の権益の85%を購入することに合意した。

## コース
アメリカの競馬場としては珍しく、芝コースのみの洋梨型である。
1周2112mで最後の直線は402m。距離設定は6ハロン、6.5ハロン、8ハロン、10.5ハロン、12ハロンの5つである。

## 主な競走
G1
- フランクリンシンプソンステークス

G2
- ケンタッキーターフカップ
- ケンタッキーダウンズターフスプリントステークス
- ケンタッキーダウンズレディススプリントステークス
- ミュージックシティステークス

G3
- ナッシュビルダービー
- ケンタッキーダウンズレディスターフステークス
- ケンタッキーダウンズレディスマラソンステークス
- ミントミリオンズステークス

リステッド
- デューリンググラウンズオークス
- ケンタッキーダウンズジュヴェナイルスプリント
- ケンタッキーダウンズジュヴェナイルフィリーズ
- ケンタッキーダウンズジュヴェナイルマイル
- ワンドリーマーステークス
- タピットステークス